# Joana Costa (atleta)
Joana Ribeiro Costa (nascida em 15 de maio de 1981, em São Paulo) é uma atleta brasileira especializada no salto com vara. Seu melhor salto pessoal é de 4,50 metros desde 2016. Ela representou o Brasil no Campeonato Mundial de 2007, não conseguindo passar da fase de qualificação. Ela também representou o Brasil nos Jogos Olímpicos de 2016.

## Recordes em competições
| Ano                    | Competição                                               | Local                  | Posição                | Evento                 | Notas                  |
| Representando o Brasil | Representando o Brasil                                   | Representando o Brasil | Representando o Brasil | Representando o Brasil | Representando o Brasil |
| ---------------------- | -------------------------------------------------------- | ---------------------- | ---------------------- | ---------------------- | ---------------------- |
| 1998                   | Campeonato Sul-Americano Júnior de Atletismo de 1998     | Córdoba, Argentina     | 3a                     | Salto com vara         | 3.25 m                 |
| 1998                   | Athletics at the 1998 World Youth Games                  | Moscou, Rússia         | 7a                     | Revezamento 4 × 100 m  | 49.33 s                |
| 1998                   | Athletics at the 1998 World Youth Games                  | Moscou, Rússia         | 10a                    | Salto com vara         | 3.20 m                 |
| 1999                   | Campeonato Sul-Americano Júnior de Atletismo de 1999     | Concepción, Chile      | 2a                     | Salto com vara         | 3.70 m                 |
| 2000                   | IX Campeonato Iberoamericano de Atletismo                | Rio de Janeiro, Brasil | 8a                     | Salto com vara         | 3.50 m                 |
| 2004                   | XI Campeonato Iberoamericano de Atletismo                | Huelva, Espanha        | 6a                     | Salto com vara         | 4.10 m                 |
| 2005                   | Campeonato Sul-Americano de Atletismo de 2007            | Cali, Colômbia         | 1a                     | Salto com vara         | 4.20 m                 |
| 2005                   | Universiade                                              | Izmir, Turquia         | 9a                     | Salto com vara         | 4.00 m                 |
| 2006                   | XII Campeonato Iberoamericano de Atletismo               | Ponce, Porto Rico      | 2a                     | Salto com vara         | 4.10 m                 |
| 2006                   | Campeonato Sul-Americano de Atletismo de 2006            | Tunja, Colômbia        | 4a                     | Salto com vara         | 3.90 m                 |
| 2007                   | Campeonato Sul-Americano de Atletismo de 2007            | São Paulo, Brasil      | 3a                     | Salto com vara         | 4.20 m                 |
| 2007                   | Atletismo nos Jogos Pan-Americanos de 2007               | Rio de Janeiro, Brasil | 5a                     | Salto com vara         | 4.20 m                 |
| 2007                   | Universiade                                              | Bangkok, Tailândia     | 9a                     | Salto com vara         | 4.15 m                 |
| 2007                   | Campeonato Mundial de Atletismo de 2007                  | Osaka, Japão           | 32a (q)                | Salto com vara         | 4.05 m                 |
| 2008                   | Campeonato Mundial de Atletismo em Pista Coberta de 2008 | Valencia, Espanha      | 13a (q)                | Salto com vara         | 4.15 m                 |
| 2008                   | XIII Campeonato Iberoamericano de Atletismo              | Iquique, Chile         | 1a                     | Salto com vara         | 4.20 m                 |
| 2013                   | Campeonato Sul-Americano de Atletismo de 2013            | Cartagena, Colômbia    | –                      | Salto com vara         | NM                     |
| 2016                   | Campeonato Iberoamericano de Atletismo                   | Rio de Janeiro, Brasil | 3a                     | Salto com vara         | 4.10 m                 |
| 2016                   | Atletismo nos Jogos Olímpicos de Verão de 2016           | Rio de Janeiro, Brasil | 29a (q)                | Salto com vara         | 4.15 m                 |
| 2017                   | Campeonato Sul-Americano de Atletismo de 2017            | Assunção, Paraguai     | 2a                     | Salto com vara         | 4.20 m                 |